# Abdoulaye Niang
Abdoulaye Niang est un sociologue et anthropologue sénégalais, enseignant-chercheur à l’université Gaston-Berger de Saint-Louis. Il exerce au sein de la Section des Métiers des Arts et de la Culture, rattachée à l’UFR des Civilisations, Religions, Arts et Communication.

## Biographie
Abdoulaye Niang obtient son doctorat en sociologie en 2010 à l’université Gaston-Berger (UGB), après avoir complété un diplôme d'études approfondies et une maîtrise en sociologie. Il effectue sa thèse sur l'« Intégration sociale et insertion socioprofessionnelle des jeunes bboys par le mouvement hip-hop à Dakar ». Avant d'intégrer l'UGB, il occupe des postes de chargé de cours à l’École supérieure de commerce et de gestion à Dakar.

## Domaines de recherche
Abdoulaye Niang oriente ses recherches et ses enseignements autour de la jeunesse, du changement social, des mouvements sociaux, de la musique et de l'impact des technologies de l’information et de la communication (TIC) sur la société sénégalaise ou plus généralement en Afrique de l'Ouest.
Il s'intéresse aux industries culturelles et créatives, en analysant des genres musicaux comme le rap et le mbalax comme des vecteurs d'expression sociopolitique et de transformation sociale. Ses travaux portent également sur les cultures urbaines et leur rôle dans les dynamiques sociales et l'identité en Afrique de l’Ouest. Sa sociologie de la jeunesse et des mouvements sociaux met en lumière le rôle des jeunes dans les changements sociaux, notamment à travers des formes d’expression comme le hip-hop,.
Dans le domaine des technologies de l'information et de la communication, il examine impact de l'usage du numérique sur les transformations sociales et économiques, notamment dans les secteurs informels et parmi les jeunes. Ses recherches se concentre sur l'usage des TIC dans les mouvements sociaux, leur influence sur les pratiques culturelles et leur rôle dans l'émergence de nouvelles formes de citoyenneté en Afrique.

## Carrière académique et collaborations
Abdoulaye Niang enseigne à l’université Gaston-Berger depuis 2011, il a également assuré des cours dans plusieurs institutions académiques, dont l’université de São Paulo au Brésil, l’université Harvard et l’École des hautes études en sciences sociales en France, il a été impliqué dans des projets académiques internationaux, notamment le programme Pilot African Postgraduate Academy qui vise à promouvoir une nouvelle génération de chercheurs en Afrique francophone. Depuis 2019, il fait partie de l'équipe Agence National de la Recherche française, au sein de l'AFRINUM, une initiative de recherche qui examine l’influence des technologies numériques sur les musiques populaires en Afrique de l’Ouest. L'accent est mis sur leur rôle dans le transfert de savoirs, les reconfigurations sociales et les médiations culturelles. Ce projet cherche à développer un nouveau champ de recherche en analysant la dialectique entre le numérique comme outil globalisé et artefact culturel, et en resituant ces dynamiques dans des logiques sociales, économiques et politiques plus larges. Abdoulaye Niang est également le co-fondateur de la Revue Sénégalaise de Sociologie.

## Engagement social
Abdoulaye Niang est également acteur dans plusieurs projets visant à promouvoir les patrimoines culturels africains et à soutenir les jeunes chercheurs. Il est co-fondateur de la Maison du Fleuve Sénégal, un centre voué à la préservation et à la promotion des patrimoines culturels de la vallée du fleuve Sénégal. Ce centre offre également une plateforme pour la recherche sur les pratiques culturelles et la gestion des ressources naturelles.

## Reconnaissance internationale
Les travaux d'Abdoulaye Niang sont reconnus à l’international, notamment pour ses contributions aux études sur les pratiques culturelles et numériques. En 2023, il intervient lors des XIIIe Rencontres Européennes d’Analyse des Sociétés Politiques, organisées par le Réseau Européen d’Analyse des Sociétés Politiques à Sciences Po Paris, où il aborde les enjeux de mémoire et de légitimité dans la production des savoirs. Il participe également à la Journée d’études du Fonds d’Analyse des Sociétés Politiques (FASOPO), organisée en partenariat avec Sciences Po et l’Agence Française de Développement, sur le thème La fabrique des communautés imaginées : Liens sociaux, filières économiques et enjeux politiques des industries culturelles en Afrique, qui explore les transformations socioculturelles liées aux industries culturelles africaines.
Niang contribue par ailleurs au projet Musimorphoses, financé par l’Agence Nationale de la Recherche, qui analyse les impacts de la numérisation sur les pratiques musicales. Lors du colloque associé au projet, intitulé Musimorphoses, organisé par le Centre de Recherche sur les Arts et le Langage (unité mixte de recherche du CNRS et de l’EHESS), il présente une communication intitulée Musique et numérique au Sénégal. Le beat et le bit à l'unisson ?, dans laquelle il explore les transformations des pratiques musicales au Sénégal sous l’effet des technologies numériques. Ses travaux mettent en lumière des questions liées à la gratuité, au piratage, et à l’importance des algorithmes dans la culture musicale contemporaine.
Ces activités s’ajoutent à sa participation régulière à des événements internationaux, tels que le séminaire Digital Encounters and the Global Mainstreaming of African Popular Music, organisé conjointement par l’université de Lagos et l’université de Mayence, qui examine les dynamiques de mondialisation des musiques populaires africaines. À travers ces interventions, Niang contribue à une réflexion globale sur les mutations des pratiques culturelles à l’ère numérique.

## Publications

### Articles
- 2009 “Preaching Music” and Islam in Senegal. Can the secular mediate the religious? The Case of Rap and Mbalax Music”, African Communication Research, issue on “Media and Religion in Africa “, vol. 2, issue 1, 2009.
- 2010 « Hip Hop, musique, et Islam : le cas du rap prédicateur au Sénégal », Cahiers de Recherche Sociologique, numéro thématique « Dilemmes de la culture Hip hop : entre dénonciation, commercialisation et activisme », numéro 49, 2010.
- 2014 “Le rap prédicateur islamique au Sénégal : une musique « missionnaire », numéro thématique « Composer avec le monde », Volume ! La revue des musiques populaires, numéro 10-2, 2014.
- 2016 “On Collaboration between the Humanities and the Social Sciences: Discussion of the Terms of Intra and Interdisciplinary Dialogue through the Lenses of Sociology”, CODESRIA Bulletin, issue 3 & 4, 2016.
- 2017 “A Methodological Approach of Hip-Hop in Senegal: or How to “Catch the Move” with a Socio-Anthropological Perspective?”, Revue Sénégalaise de Sociologie, volume 11, 2017.
- 2018 « Rap en Afrique : faire tourner la roue de l’histoire », Mouvements, volume 4, numéro 96, 2018.
- Avec Amy NIANG, « Le rap au Sénégal entre positionnement sociopolitique et stratégies de médiatisation: une esthétique de la contestation au prisme des ordres préétablis », África (s), volume 07, numéro 14, 2020.
- Avec Ibrahima BAO, co-auteur, « La gestion de la pandémie de la Covid-19 à l’épreuve du socio-culturel au Sénégal », Annales, Série A, numéro 12, 2020.
- 2020 « Constructions et expressions transculturelles du « Hip hop Galsen » : analyse à partir des cas de Keur Gui Crew et Fou Malade », Ethnographiques, numéro 40, 2020.
- 2022 « Le Journal Télévisé Rappé (JTR) comme espace alternatif « musico-médiatique » au Sénégal », Cahiers d’Ethnomusicologie, numéro 35, 2022.

### Chapitres d’ouvrages collectifs
- 2008 « Les aspects socioculturels de la construction du phénomène musical au Sénégal », in S. Ndour (ed.), L’industrie musicale au Sénégal : essai d’analyse, CODESRIA. 2006 « Bboys: Hip-hop culture in Dakar, Senegal » in Nilan P. & Feixa C. (eds), Global Youth? Hybrid Identities and Plural Worlds, London & New York: Routledge.
- 2013 « Le mouvement hip hop au Sénégal. Des marges à une légitimité sociale montante », in M-C. Diop (ed.) Le Sénégal sous Abdoulaye Wade. Le Sopi à l’épreuve du pouvoir, CREPOS/Karthala. « Hip-hop et citoyenneté rebelle : Jeunes bboys dakarois ou comment être « artistedeputés du peuple », in M. Diouf & R. Fredericks (eds.), Les arts de la citoyenneté au Sénégal. Espaces contestés et civilités urbaines, Karthala.
- 2014 « Le rap prédicateur et les nouvelles « voix » de l’Islam au Sénégal : intrusion du laïc dans le religieux ou du religieux dans le laïc ? », in G. Holder & M. Sow (eds) L’Afrique des laïcités. Etat, religion et pouvoirs au sud du Sahara, Tombouctou/IRD.